# استراژیتسا
استراژیتسا شهری در استان ولیکو ترنوو کشور بلغارستان است که جمعیت آن در سال ۲۰۰۱ میلادی ۵٬۲۷۹ نفر بوده‌است.